# Золотые часы (фильм)
«Золотые часы» — советский художественный фильм, снятый в 1968 году режиссёром Марком Толмачёвым на Одесской киностудии.
Экранизация повести Л. Пантелеева «Часы».
Премьера фильма состоялась 11 мая 1970 года.

## Сюжет
Трудные годы после окончания гражданской войны в России. В стране НЭП. На улицах — беспризорщина. Действие происходит на улицах Одессы 1920-х годов. Петька по кличке «Валет» украл золотые часы, но вскоре после этого попадает в детский дом. Решив сохранить добытое воровством, закапывает часы, чтобы позже их откопать и сбежать на волю. Но в результате произошедших событий характер мальчишки претерпевает изменения. В детском доме Петька познает цену человеческой доброты, теплоты и заботы, радость дружбы, взаимовыручки и верности. Дружба детдомовца Петьки и девочки Наташи помогла ему возвратить часы её папы.

## В ролях
- Андрей Никонов — Петька «Валет»
- Олег Шорин — Миронов
- Виктор Глазырин — Фарфель
- Николай Пыркин — Пятаков
- Наталья Антошкина — Наташа Кудеяр
- Виктор Коршунов — Фёдор Иванович, директор детдома
- Алексей Смирнов — Семён Семёнович Кудеяр, владелец золотых часов
- Савелий Крамаров — милиционер Ткаченко
- Виктор Халатов — Рудольф Карлович, врач в детдоме
- Борис Юрченко — начальник пикета милиции
- Галина Бутовская — торговка пончиками
- Анатолий Корнилов — милиционер
- Виктор Плотников — эпизод
- Юрий Величко — учитель
- Л. Клеманова — учительница
- Михаил Васильев — биндюжник
- Андрей Думиника — служащий детской колонии (нет в титрах)

## Съёмочная группа
- Режиссёр — Марк Толмачёв
- Сценарист — Л. Пантелеев
- Оператор — Николай Ильчук
- Композитор — Никита Богословский
- Художник — Александра Конардова